# Хишевичи
Хишевичи (укр. Хишевичі) — село в Великолюбенской поселковой общине Львовского района Львовской области Украины.
Население по переписи 2001 года составляло 571 человек. Занимает площадь 7,52 км². Почтовый индекс — 81542. Телефонный код — 3231.

## Известные уроженцы
- Яков Чёрный (1914—1944) — украинский националист, хорунжий УПА.